# Delictes i faltes
Delictes i faltes (títol original en anglès Crimes and misdemeanors) és una pel·lícula estatunidenca dirigida per Woody Allen, i estrenada el 1989.

## Argument
Dos personatges contrastats: un oftalmòleg jueu reputat, ben establert, té una relació molesta que pot qüestionar-ho tot; un documentalista idealista, honrat, turmentat, que sembla consagrat al paper de perdedor, posa una gran suma de diners per filmar un perfil afalagador d'una estrella pomposa de la televisió. Cadascun haurà de prendre una decisió irrevocable... Destins que es fregaran, creuaran, amb resultats contrastats i inesperats.

## Repartiment
- Martin Landau: Judah Rosenthal
- Woody Allen: Cliff Stern
- Anjelica Huston: Dolores Paley
- Mia Farrow: Halley Reed
- Claire Bloom: Miriam Rosenthal
- Alan Alda: Lester
- Martin S. Bergmann: Louis Levy
- Jerry Orbach: Jack Rosenthal
- Caroline Aaron: Barbara
- Jenny Nichols: Jenny
- Joanna Gleason: Wendy Stern
- Sam Waterston: Ben, oftalmòleg
- Stephanie Roth: Sharon Rosenthal
- Gregg Edelman: Chris
- Zina Jasper: Carol
- Bill Bernstein: el lector testamentari
- Dolores Sutton: la secretària de Rosenthal
- George C. Manos: el fotògraf
- Victor Argo: detectiu

## Rebuda
- "Incuestionablement genial"[3]
- La pel·lícula genera el millor tipus de suspens, perquè no tracta sobre el que li passarà a la gent, sinó sobre les decisions que prendran. (...) Puntuació:

★★★★ (sobre 4)"
- "Una pel·lícula memorable."[5]